# إيرين ماغيري
إيرين ماغيري (بالإنجليزية: Irene Maguire)‏ هي راقصة على الجليد أمريكية، ولدت في القرن العشرين.